# Wang Čching-sien
Wang Čching-sien (čínsky pchin-jinem Wáng Qīngxiàn, znaky zjednodušené 王清宪; * červenec 1963) je čínský politik, od února 2021 guvernér provincie An-chuej. Předtím byl v letech 2019–2021 tajemníkem městského výboru Komunistické strany Číny ve městě Čching-tao, a zastával vrcholné stranické posty v provinciích Šan-tung a Šan-si. Byl starostou měst Ťin-čcheng, Jün-čcheng, a krátce stranickým tajemníkem města Lü-liang.
Je členem 20. ústředního výboru Komunistické strany Číny, a také poslancem Všečínského shromáždění lidových zástupců, čínského parlamentu. V letech 2013–2018 (12. volební období) byl poslancem za provincii Šan-si, od roku 2018 je poslancem za An-chuej.

## Mládí, vzdělání a raná kariéra
Wang Čching-sien se narodil v červenci 1963 v okrese Jung-nien, na jihu provincie Che-pej. V letech 1979–1983 absolvoval studium filozofie na Univerzitě Nan-kchaj. Poté začal pracoval jako juniorní reportér v Chejlungťiangském deníku (Heilongjiang Daily, 黑龙江日报). Následně v letech 1987–1990 absolvoval magisterské studium žurnalistiky na Postgraduální škole Čínské akademie sociálních věd.
V červenci 1990 nastoupil jako redaktor a hlavní reportér do ekonomického oddělení Lidového deníku, poté v květnu 1996 přestoupil na post zástupce šéfredaktora Čínských reformních novin (中国改革报). V lednu 2000 se stal šéfredaktorem Čínských informačních novin (China Information News, 中国信息报), finanční novinové publikaci podléhající Národnímu statistickému úřadu.
Zároveň od září 2000 do července 2003 studoval obor národohospodářství na katedře vládní politiky a veřejné správy Postgraduální školy Čínské akademie sociálních věd, a obdržel Ph.D. z ekonomiky.
Později také (od března do července 2012) absolvoval studijní kurz pro kádry mladšího a středního věku na Stranické škole ústředního výboru Komunistické strany Číny.

## Politická kariéra

### Šan-si
V září 2004 byl jmenován zástupcem generálního sekretáře vlády provincie Šan-si, a zároveň ředitelem Výzkumného úřadu šansiské provinční vlády. Následně se v únoru 2006 přesunul do provinčních stranických struktur – byl jmenován výkonným náměstkem ředitele oddělení propagandy šansiského provinčního výboru Komunistické strany Číny. Poté byl v lednu 2008 jmenován stranickým tajemníkem Hlavní kanceláře šansiské provinční vlády, a v dubnu 2008 se ujal funkce generálního sekretáře, mi-šu-čang, šansiské provinční vlády (stal se tak členem provinční vlády na úrovni provinčního ministra).
V lednu 2011 byl jmenován zástupcem tajemníka městského výboru KS Číny v Ťin-čchengu, a zároveň se ujal funkce úřadujícího starosty tohoto města, resp. městské prefektury, na jihu provincie Šan-si. Starostou Ťin-čchengu byl posléze řádně zvolen v dubnu 2011.
Po dvouletém působení v Ťin-čchengu postoupil laterálně. V únoru 2013 byl jmenován zástupcem tajemníka městského výboru KS Číny v Jün-čchengu, sousedním městě, resp. sousední městské prefektuře, a obdobně se stal tamějším úřadujícím starostou. Řádně zvolen byl poté v březnu 2013.
Dalšího kariérního posunu, a tentokrát také již povýšení, se dočkal v květnu 2016, kdy byl jmenován do funkce tajemníka výboru KS Číny v Lü-liangu, města, resp. městské prefektury ve středozápadu provincie. Jako stranický tajemník tak stanul na vrcholu duální stranicko-vládní hierarchie a byl de facto nadřazený starostovi Lü-liangu.
Nicméně již na podzim téhož roku se vrátil do provinčních struktur. V listopadu 2016 byl jmenován členem stálého výboru šansiského provinčního výboru KS Číny, a ředitelem oddělení propagandy šansiského provinčního výboru KS Číny.

### Šan-tung
Po roce v čele provinční propagandy v Šan-si byl přesunut na obdobný post ve východočínské provincii Šan-tung. V listopadu 2017 byl jmenován členem stálého výboru šantungského provinčního výboru KS Číny, a ředitelem oddělení propagandy šantungského provinčního výboru KS Číny.
V dubnu 2018 byl jmenován generálním sekretářem šantungského provinčního výboru KS Číny. Ve funkci setrval do dubna 2019, kdy jej nahradil Sun Li-čcheng.
V lednu 2019 byl jmenován stranickým tajemníkem subprovinčního města Čching-tao, jednoho z nejlidnatějších měst v Šan-tungu. V jeho čele zůstal do konce ledna 2021. Post stranického tajemníka města byl poté sedm měsíců neobsazen, než jej 2. září 2021 obsadil Lu Č’-jüan.

### An-chuej a XX. sjezd
V lednu 2021 byl jmenován zástupcem tajemníka anchuejského provinčního výboru KS Číny. Následně byl 1. února 2021 zvolen guvernérem provincie An-chuej. 22. února 2021 jej stálý výbor Anchuejského provinčního shromáždění lidových zástupců v doplňovacích volbách zvolil poslancem Všečínského shromáždění lidových zástupců, čínského parlamentu, za provincii An-chuej.
Na XX. sjezdu Komunistické strany Číny v říjnu 2022 byl zvolen členem 20. ústředního výboru.